# جایزه تمشک طلایی
جوایز تمشک طلایی (انگلیسی: Golden Raspberry Awards؛ که معمولاً به تمشک طلایی کوتاه شده‌است و با عنوان «Razzies» نیز شناخته می‌شود) یک مراسم جوایز پارودی است که سالانه از بدترین «شکست‌های سینمایی» تقدیر می‌کند. این مراسم طنز توسط فارغ‌التحصیلان فیلم دانشگاه کالیفرنیا، لس آنجلس و کهنه‌کارهای صنعت فیلم، جان جی‌بی ویلسون و مو مورفی تأسیس شده‌است، و برای چهار دهه پیش از مراسم اصلی آن، یعنی جوایز اسکار، برگزار می‌شود. اصطلاح تمشک در اینجا به معنای غیرقابل احترام آن استفاده شده‌است، یعنی «شیشکی بستن» (انگلیسی: blowing a raspberry). تندیس آن یک تمشک به اندازه یک توپ گلف است که روی یک حلقه فیلم سوپر ۸ میلیمتری طلایی رنگ‌آمیزی شده‌است، که ارزش تقریبی خیابانی حدود ۴٫۹۷ دلار دارد. بنیاد تمشک طلایی مدعی شده‌است که این جایزه «فیلمسازان سرشناس و بازیگران درجه یک را تشویق می‌کند تا عملکردهای بد خود را قبول کنند».
نخستین مراسم اهدای جوایز تمشک طلایی در ۳۱ مارس ۱۹۸۱ در شاه‌نشین اتاق نشیمن جان جی‌بی ویلسون در هالیوود برگزار شد تا از بدترین فیلم‌های ۱۹۸۰ تقدیر شود. تا به امروز، سیلوستر استالونه با ۱۰ جایزه، پر جایزه‌ترین بازیگر تاریخ در این مراسم است.

## دسته‌ها
- بدترین فیلم
- بدترین بازیگر مرد
- بدترین بازیگر زن
- بدترین بازیگر مکمل مرد
- بدترین بازیگر مکمل زن

## فهرست افرادی که جوایز را قبول کردند

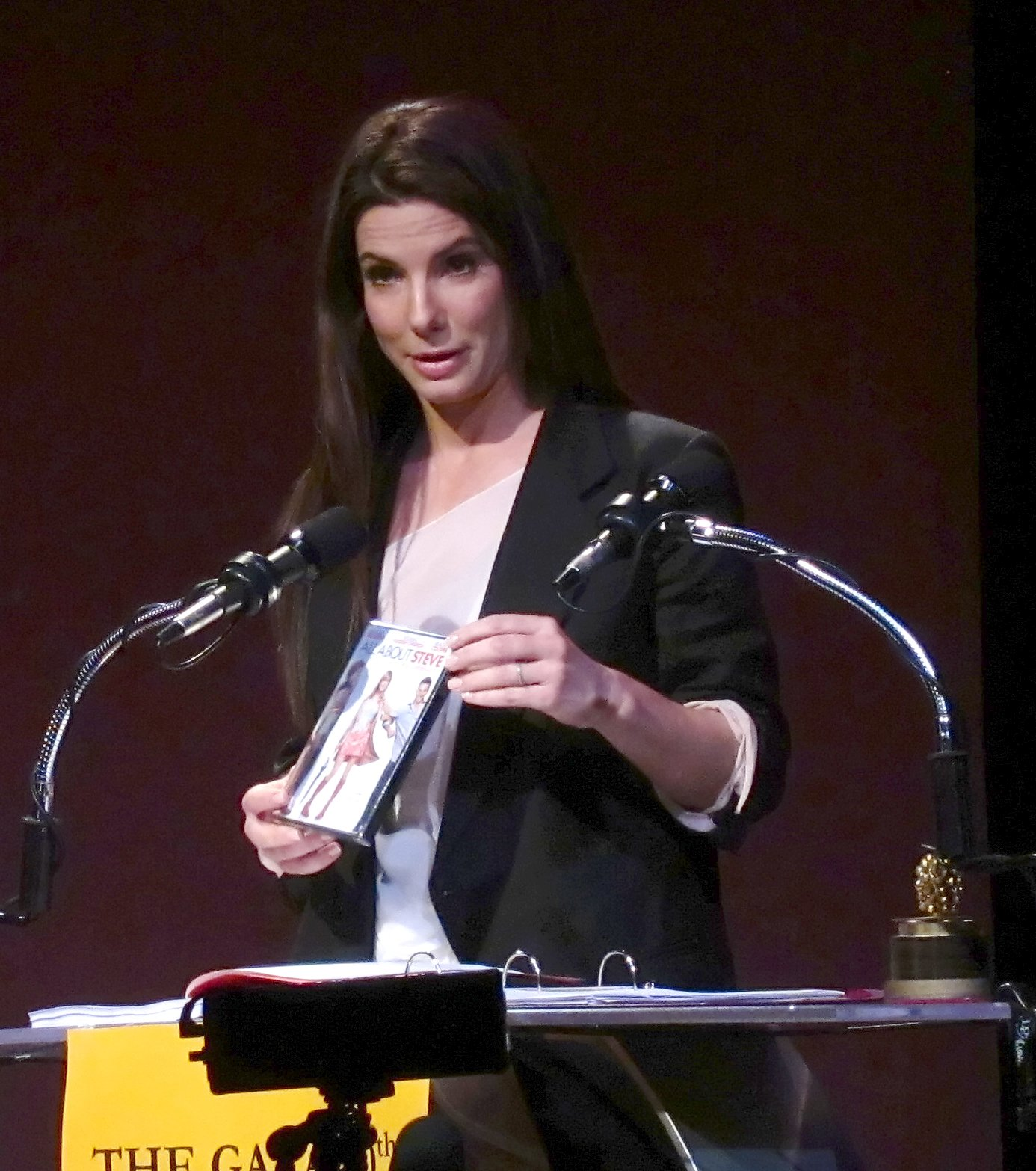
ساندرا بولاک در حال دریافت جایزهٔ تمشک طلایی بدترین بازیگر زن (۲۰۱۰) برای بازی در همه چیز دربارهٔ استیو؛ او شب بعد برندهٔ جایزه اسکار بهترین بازیگر نقش اول زن برای بازی در نقطه کور شد.

اکثر برندگان، به استثنای برخی موارد، در مراسم جوایز تمشک طلایی شرکت نکرده‌اند یا شخصاً جایزه خود را نپذیرفته‌اند، با توجه به اینکه این جشنواره «بدترین فیلم‌های سال» را مشخص می‌کنند. در سال ۱۹۸۸، کمدین بیل کازبی نخستین شخصی بود که این جایزه را دریافت کرد. او جایزه خود را برای لئونارد قسمت ۶ در یک برنامه آخر شب در فاکس دریافت کرد. کارگردان پل ورهوفن، نخستین دریافت‌کننده‌ای بود که شخصاً جایزه را دریافت کرد؛ او هر دو جایزه در رده‌های بدترین فیلم و بدترین کارگردانی را برای فیلم دختران شو (۱۹۹۵) دریافت کرد. جی. دیوید شاپیرو تنها برنده‌ای است که دو بار به صورت حضوری جوایز خود را دریافت کرده‌است، اگرچه هر دو مورد برای فیلم آوردگاه زمین بوده‌است.
| سال  | تصویر            | دریافت‌کننده        | رده                                     | فیلم                                    | در مراسم شرکت کرد؟ |
| ---- | ---------------- | ------------------ | --------------------------------------- | --------------------------------------- | ------------------ |
| ۱۹۸۸ | Bill Cosby       | بیل کازبی          | بدترین فیلم                             | لئونارد قسمت ۶                          | خیر                |
| ۱۹۸۸ | Bill Cosby       | بیل کازبی          | بدترین بازیگر مرد                       | لئونارد قسمت ۶                          | خیر                |
| ۱۹۸۸ | Bill Cosby       | بیل کازبی          | بدترین فیلمنامه                         | لئونارد قسمت ۶                          | خیر                |
| ۱۹۹۳ | Tom Selleck      | تام سلک            | بدترین بازیگر مکمل مرد                  | کریستف کلمب: اکتشاف                     | خیر                |
| ۱۹۹۳ | Alan Menken      | جک فلدمن، آلن منکن | بدترین ترانه اصلی                       | اخبار                                   | خیر                |
| ۱۹۹۶ | Paul Verhoeven   | پل ورهوفن          | بدترین فیلم                             | دختران شو                               | بله                |
| ۱۹۹۶ | Paul Verhoeven   | پل ورهوفن          | بدترین کارگردانی                        | دختران شو                               | بله                |
| ۱۹۹۸ | Brian Helgeland  | برایان هالگلند     | بدترین فیلمنامه                         | پستچی                                   | خیر                |
| ۲۰۰۱ | J. David Shapiro | جی. دیوید شاپیرو   | بدترین فیلمنامه                         | آوردگاه زمین                            | خیر                |
| ۲۰۰۲ | Tom Green        | توماس گرین         | بدترین فیلم                             | فردی انگولک شد                          | بله                |
| ۲۰۰۲ | Tom Green        | توماس گرین         | بدترین کارگردانی                        | فردی انگولک شد                          | بله                |
| ۲۰۰۲ | Tom Green        | توماس گرین         | بدترین بازیگر مرد                       | فردی انگولک شد                          | بله                |
| ۲۰۰۲ | Tom Green        | توماس گرین         | بدترین فیلمنامه                         | فردی انگولک شد                          | بله                |
| ۲۰۰۲ | Tom Green        | توماس گرین         | بدترین زوج صحنه                         | فردی انگولک شد                          | بله                |
| ۲۰۰۴ | Ben Affleck      | بن افلک            | بدترین بازیگر مرد                       | جیلی                                    | خیر                |
| ۲۰۰۴ | Ben Affleck      | بن افلک            | بدترین بازیگر مرد                       | بی‌باک                                   | خیر                |
| ۲۰۰۴ | Ben Affleck      | بن افلک            | بدترین بازیگر مرد                       | دستمزد                                  | خیر                |
| ۲۰۰۵ | Halle Berry      | هلی بری            | بدترین بازیگر زن                        | زن گربه‌ای                               | بله                |
| ۲۰۰۵ | Halle Berry      | مایکل فریس         | بدترین فیلمنامه                         | زن گربه‌ای                               | بله                |
| ۲۰۰۹ | Uwe Boll         | اووه بول           | بدترین کارگردانی                        | به نام پادشاه: داستان محاصره سیاه‌چاله   | خیر                |
| ۲۰۰۹ | Uwe Boll         | اووه بول           | بدترین کارگردانی                        | پوستال                                  | خیر                |
| ۲۰۰۹ | Uwe Boll         | اووه بول           | بدترین کارگردانی                        | ۱۹۶۸ موش‌های تونلی                       | خیر                |
| ۲۰۰۹ | Uwe Boll         | اووه بول           | بدترین دستاورد شغلی                     |                                         | خیر                |
| ۲۰۱۰ | Sandra Bullock   | ساندرا بولاک       | بدترین بازیگر زن                        | همه چیز درباره استیو                    | بله                |
| ۲۰۱۰ | Sandra Bullock   | ساندرا بولاک       | بدترین زوج صحنه                         | همه چیز درباره استیو                    | بله                |
| ۲۰۱۰ | J. David Shapiro | جی. دیوید شاپیرو   | بدترین تصویر یک دهه                     | آوردگاه زمین                            | بله                |
| ۲۰۱۱ | David Eigenberg  | دیوید آیگنبرگ      | بدترین زوج صحنه/گروه بازیگران           | سکس و سیتی ۲                            | خیر                |
| ۲۰۱۶ | Jamie Dornan     | جیمی درنان         | بدترین بازیگر مرد                       | پنجاه طیف خاکستری                       | خیر                |
| ۲۰۱۶ | Jamie Dornan     | جیمی درنان         | بدترین زوج صحنه                         | پنجاه طیف خاکستری                       | خیر                |
| ۲۰۱۷ | Dinesh D'Souza   | دینش دسوزا         | بدترین فیلم                             | آمریکای هیلاری: تاریخ پنهان حزب دموکرات | خیر                |
| ۲۰۱۷ | Dinesh D'Souza   | دینش دسوزا         | بدترین کارگردانی                        | آمریکای هیلاری: تاریخ پنهان حزب دموکرات | خیر                |
| ۲۰۱۷ | Dinesh D'Souza   | دینش دسوزا         | بدترین بازیگر مرد                       | آمریکای هیلاری: تاریخ پنهان حزب دموکرات | خیر                |
| ۲۰۱۸ | Dwayne Johnson   | دوئین جانسون       | تمشک طلایی خیلی نامزدی شما را دوست داشت | گارد ساحلی                              | خیر                |